# Hapy

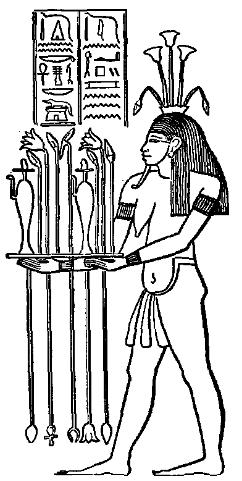
Hapy negli abiti tradizionali dei pescatori del Delta

Hapy o Hapi è una divinità egizia appartenente alla religione dell'antico Egitto. Essa era l'incarnazione della fecondità dell'inondazione del fiume Nilo, e non la personificazione stessa del fiume. Era quindi simbolo di fertilità della terra, dell'abbondanza dei raccolti e della vita rinnovata dall'inondazione annuale.

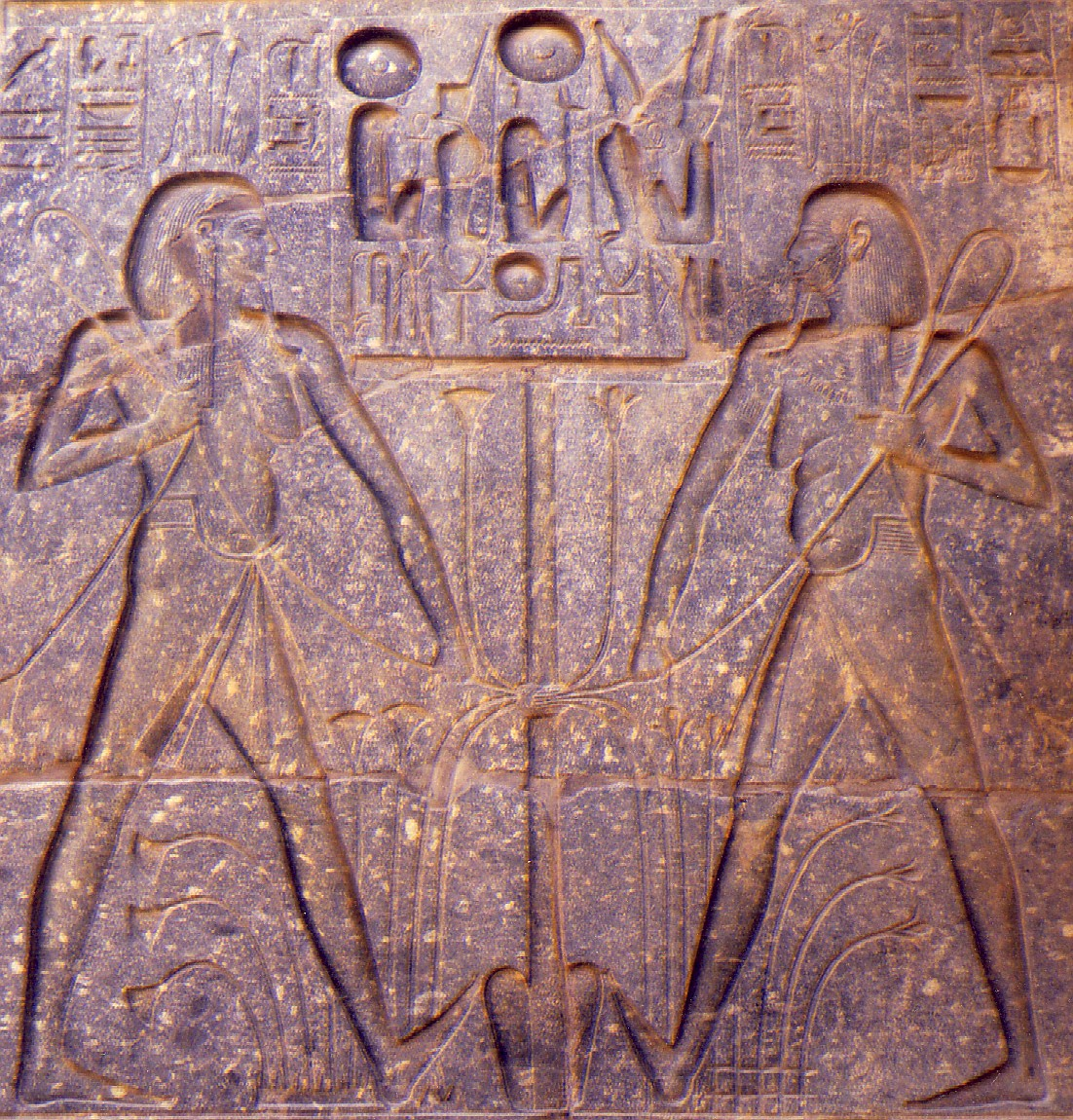
Tempio di Luxor. Hapy riunisce l'Alto e il Basso Egitto, simboleggiati dal fior di loto e dal fior di papiro.

| V28 | D36 · Q3 | Z4 · N36 | N35 · N35 · N35 |

ḥˁpj

## Storia
L'antico popolo della valle del Nilo non aveva divinità, ad esclusione del Nun, che personificassero le acque del mare, del fiume o dei laghi mentre le acque vere e proprie erano sotto il dominio di Sobek e delle divinità coccodrillo che quest'ultimo rappresenta.
Ma gli Egizi sapevano che la loro sopravvivenza era legata alle piene del Nilo per cui questo fenomeno fu divinizzato già in epoche remote e sicuramente fin dall'Antico Regno.
Hapy veniva raffigurato sempre con ventre opulento, con la barba e mammelle pendule in segno di fertilità, e per questi aspetti spesso veniva visto come una divinità androgina ed ermafrodita. In realtà trattasi di divinità maschile che nelle processioni si alternava a figure femminili ed è obeso perché simboleggiava la prosperità.
Ma rappresentava anche il connubio tra l'acqua che è uomo e la terra fertile che è donna e che unitamente gli davano l'attributo "di padre e di madre" come recita il Papiro di Berlino:
"L'immagine di Hapy che per metà è uomo e per l'altra metà è donna."
Era un dio creatosi da solo e che donava a piene mani l'abbondanza e con essa anche la gioia e l'allegria.
Recava in mano un vaso dal quale usciva l'acqua che avrebbe sia riempito il Nilo fino a farlo straripare sia rinfrescato le oasi e la vegetazione con la rugiada oppure aveva loti, carne e papiri che nell'insieme venivano chiamati "doni del Nilo".
Infatti personificando i frutti della piena veniva spesso raffigurato con una tavola delle offerte ricca di vegetali e con due vasi d'acqua.

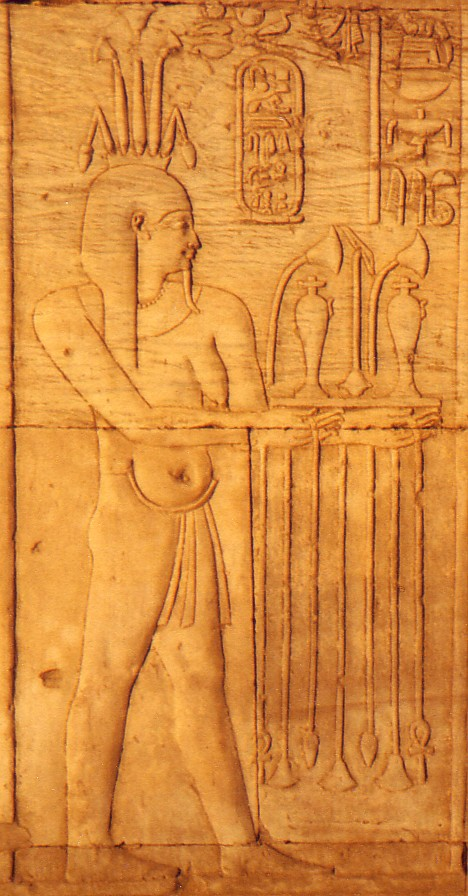
Hapy raffigurato nel Tempio di Kôm Ombo

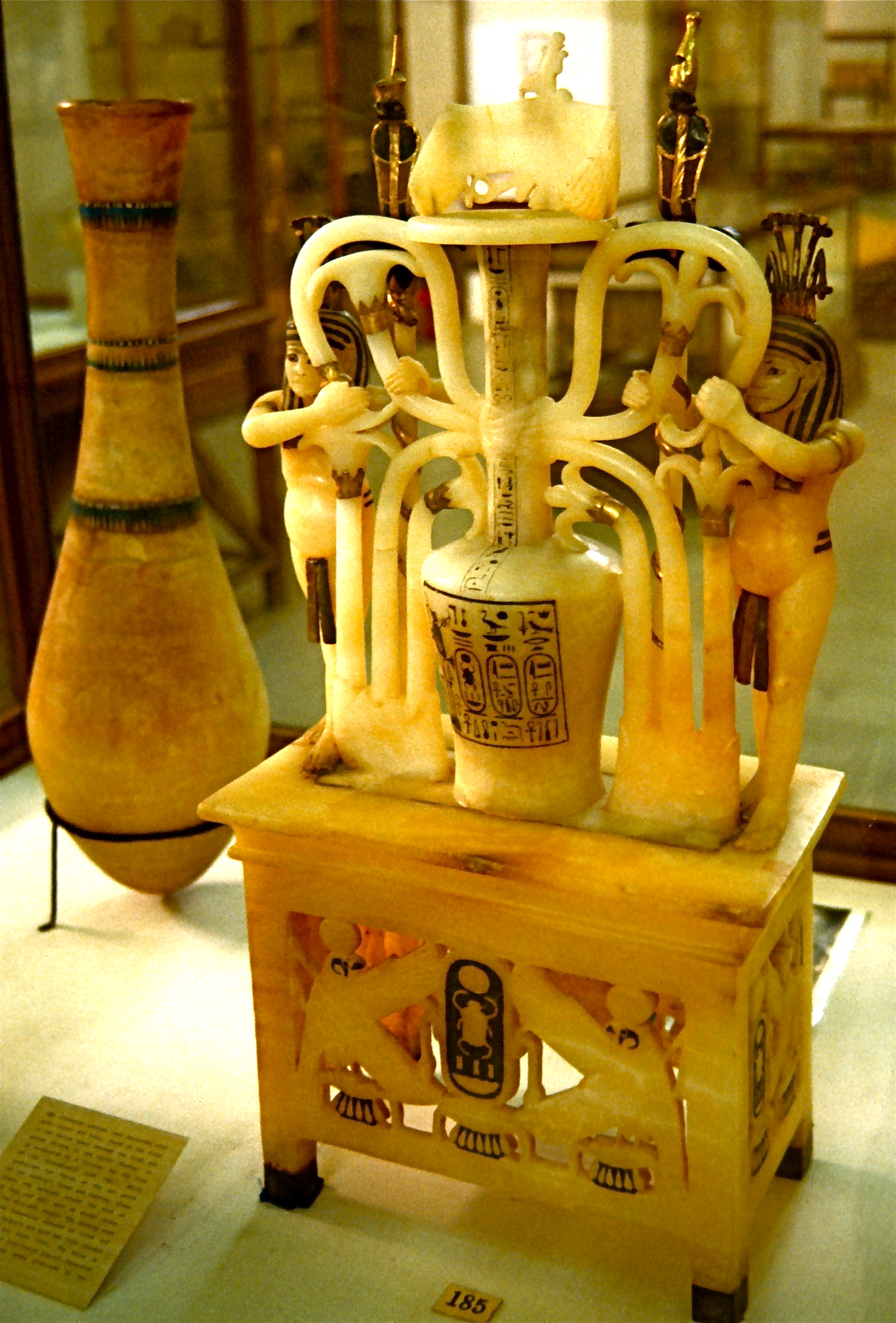
Contenitore di oli e unguenti profumati. Presenta la forma del geroglifico sema cioè unione mentre le due figure, rappresentanti Hapy, annodano le piante araldiche delle Due Terre.

Venerato fin dalle prime dinastie, gli Egizi credevano che abitasse in una caverna vicino alla prima cateratta del Nilo e dalla quale il fiume sgorgava tumultuosamente proveniente dalle primieve acque del Nun. 
Hapy non aveva centri di culto ma solo piccoli templi rupestri ed è rappresentato nei rilievi, vestito con il perizoma annodato dei pescatori, sempre al servizio delle divinità alle quali offriva i frutti della terra. Veniva adorato però dal popolo con grandi festeggiamenti apotropaici e propiziatori un'esondazione favorevole.
In molte raffigurazioni, la sua figura è doppia: da un lato egli ha la carnagione più scura e il capo cinto da fiori di loto, dall'altro, invece, è di carnagione chiara e sulla testa reca un copricapo di fiori di papiro.
Qualche volta invece delle piante araldiche vi era il simbolo dei nomoi perché i geni che li rappresentavano erano assimilabili ad Hapy.
Inoltre, le due divinità intrecciavano gli steli, del loto (che rappresenta la Valle del Nilo, quindi l'Alto Egitto) e del papiro (che è il simbolo del Basso Egitto, cioè del delta del fiume). 
Questo famoso nodo, chiamato sema-tauy raffigurava in modo simbolico l'unione delle Due Terre.
Nell'iconografia è spesso rappresentato anche con la pelle verde o blu, che lo distingueva da Huh, recante in mano e sulla testa un ramo di palma che serviva per calcolare il tempo tra una piena e l'altra mentre in ambito funerario veniva raffigurato nell'atto di porgere offerte al defunto e spesso anche il sovrano, simbolo terreno e divino di fecondità delle Due Terre, era rappresentato con le sembianze di Hapy.
Sovente, come già accennato, era accompagnato da una moltitudine di geni, figure ermafrodite rappresentanti i vari nomo e personificazione degli spiriti delle acque, tutti recanti offerte di prodotti locali e con i quali Hapy andava in processione, che era aperta dal sovrano, per recare al fiume le sacre offerte.
Durante il Medio Regno per la grande importanza acquisita dallo spirito del Nilo ci è pervenuto un inno, forse tra i più belli, denominato "Inno ad Hapy", ma che era già stato inserito nei più vecchi "Testi delle piramidi".
Questo inno ci è pervenuto scritto su numerosi papiri ed ostraka, di cui molti realizzati durante il Nuovo Regno e veniva studiato nelle scuole egizie e nelle Case della vita.
Divinità molto popolare durante il Nuovo Regno continuò ad essere adorato anche durante il periodo greco-romano, unitamente a Serapide ed Iside, perché era preposto alla mediazione delle ricchezze terrene che restituiva agli dei come offerte dopo averle elargite agli uomini.